# Пакт Нассау
Пакт Нассау — договор, заключенный между США и Великобританией 21 декабря 1962 года.
Соглашение, подписанное в декабре 1962 года, явилось результатом трехдневных переговоров на Багамских островах между президентом Джоном Кеннеди и премьер-министром Гарольдом Макмилланом. В соответствии с соглашением США обязывались поставить в Великобританию ядерные ракеты Polaris. В ответ на это Великобритания передавала США в аренду базу для атомных подводных лодок в Holy Loch, близ Глазго.